# Maurice Mazo
 (mars 2023).
Maurice Mazo né le 12 février 1901 à Mostaganem et mort le 8 mai 1989 à Créteil est un peintre et dessinateur français, actif à Paris de 1920 à 1970. Proche de l’école de Paris, il pratique un art figuratif, qu'il défendra toute sa vie contre toute obédience officielle. Ses œuvres colorées, nourries par un tempérament baroque et empreintes de tradition formelle sont principalement des nus, des natures mortes et des scènes de la vie parisienne. Ses travaux d'après les maîtres composent également une large part de sa production.

## Biographie[1],[2]

### 1901-1919: Enfance en Algérie et naissance d’une vocation
Maurice Mazo est né le 12 février 1901 à Mostaganem en Algérie. Son père Jean Mazo, commis principal des contributions directes, sera directeur des impôts de la ville d'Oran. Sa mère Marie, née Frèze, est issue d'une famille de cultivateurs provençaux, ayant quitté Tarascon pour l'Algérie dans les années 1880. Maurice Mazo grandit à Oran et à Constantine. Les paysages algériens et la lumière chaude du Maghreb imprégneront son œuvre. La famille du futur peintre témoigne d'une grande sensibilité pour l'art et l'héritage littéraire français. Son père goûte le dessin et s’adonne à l’artisanat du bois. Sa mère pratique le chant. Sa sœur aînée, Martha, est une excellente musicienne. Henri, son aîné de trois ans, montrera un intérêt pour le patrimoine artistique quand il sera maire d'Avignon, puis député de Vaucluse. Maurice, le cadet de la fratrie, reçoit comme son frère et sa sœur une éducation privilégiée. 
Sa famille favorise la naissance de sa vocation de dessinateur et de peintre et l’encourage dans sa passion. Dès son plus jeune âge, il peint les paysages qui l’environnent. Faute d’avoir accès aux musées, il copie avec ferveur les portraits des généraux et les tableaux de grands maîtres reproduits dans le magazine L’Illustration. La famille Bellelli de Degas et Les Noces de Cana de Véronèse font partie de ses premières grandes révélations. A 16 ans, il est enchanté par l'immense toile La Joie Rouge de Georges-Antoine Rochegrosse (1859-1938) qui orne le foyer de l’Opéra d’Alger. En 1918, il entre en classe de philosophie au lycée d'Oran. Il se passionne pour la poésie française. Ses préférences vont à Victor Hugo et Charles Baudelaire dont il connait quasiment par cœur Les Fleurs du Mal.

### 1919-1925: Arrivée en France, années de formation
Après l'obtention de son baccalauréat (Section philosophie) Maurice Mazo s'installe en octobre 1919 à Paris pour y travailler le dessin et la peinture. ll s'inscrit en février 1920 à l’Académie Julian, dans l'atelier où enseignent les fils de Jean-Paul Laurens, au 31 de la rue du Dragon. Il s'y lie d’une profonde amitié avec le peintre Roger Limouse (1894-1989). Son travail retient l’attention de son professeur Paul-Albert Laurens (1870-1934), mais Maurice Mazo reproche à cet «homme distingué, plein d’esprit » de ne jamais prendre la palette.
En février 1921, il a obtenu une carte d’accès au musée du Louvre. À partir de ce moment, il ne cessera de travailler d’après les maîtres  : Raphaël, Paolo Véronèse, Nicolas Poussin, Pierre-Paul Prud’hon et naturellement Pierre-Paul Rubens auquel il voue une admiration toute particulière. Ces travaux représenteront près de 40 huiles et 1 500 dessins.
Il s'essaie à copier le portrait d’Hélène Fourment et la Mise au Tombeau du Titien à la manière pointilliste. Mais il n'est pas satisfait. C'est alors qu'il décide de se former seul, " je suis absolument soumis aux grands peintres qui nous ont précédés mais je méprise les imbéciles et j'ignore les impuissants. Voilà ma profession de foi", écrit-il à ses parents en mars 1923. Cette prise de distance par rapport à l’enseignement académique relève d'une réflexion plus profonde menée par Maurice Mazo sur la vocation de l'œuvre picturale. Il ne rejette pas la notion de modernité, mais s’engage dans la découverte, à travers les maîtres, de la plus libre expression de la forme et de la représentation.
En 1924, Maurice Mazo loge rue des Dragons. Il rencontre le sculpteur grec Athanase Apartis (1899-1972), qui l’introduit auprès d’Antoine Bourdelle (1861-1929) dont il fréquente l’atelier. Il profite des modèles de la Grande Chaumière car faute de moyens financiers, il ne peut organiser des séances de pose pour lui seul.
En octobre 1924, il rejoint l’Académie Moderne où enseigne Emile-Othon Friesz. Il fréquente son atelier de la Grande Chaumière. Friesz lui dit que ses dessins le font penser aux dessins de Seurat. Il sera un soutien indéfectible pour Maurice Mazo. Celui-ci lui reproche néanmoins de ne pas suffisamment combattre ses  «déformations baroques excessives » et quitte au bout d'un an son enseignement, pour travailler de façon indépendante, à l’Académie libre Colarossi, mais également à l’Académie Julian, où il peut trouver des modèles.
En 1925, à l’occasion d’une exposition à la Galerie Rosenberg, il est impressionné par les dessins néo-pompéiens de Picasso. Waldemar Georges, conservateur au département des dessins au Musée du Louvre, soulignera la similarité entre les dessins de Maurice Mazo et ceux du peintre espagnol.

### 1926-1930: Service militaire et mise en place du «travail de mémoire»
En 1928, à l’Académie Scandinave, Maurice Mazo retrouve Émile-Othon Friesz, qui s’intéresse au travail du peintre Francis Gruber (1912-1948).

### 1931-1939: Expérimentations techniques et écrits sur l’art
Les parents de Maurice Mazo reviennent en France, revenant d'Algérie, en 1929 et s’installent rue des Morillons. Ce retour met fin aux ‘Lettres de jeunesse' de Maurice Mazo à ses parents (1919 à 1925) qui, jusqu'alors, rendaient compte de son travail et de ses réflexions personnelles. C'est à partir de cette époque qu'il débute la rédaction de son journal, cahier rempli d'anecdotes quotidiennes qui ponctuent et rythment la vie de l'artiste. Il poursuivit ce travail de rédaction jusqu'à sa mort. 
Il occupe un atelier à la Ruche. Dans ce foyer d’émulation artistique, il côtoie notamment les peintres Takanori Oguiss, Louis Neillot, Isaac Dobrinsky ou encore les sculpteurs Marcel Damboise, Louis Dideron. Le début des années trente sera marqué par une forte production artistique. Il poursuit ses copies au Louvre d'après les maîtres et arpente les rues de Paris et ses jardins pour mettre sur toile et sur papier le paysage urbain et les promeneurs parisiens. 
Comme l'écrira plus tard le critique Pierre du Colombier, il trouve «  son chemin de Damas dans la nature morte. Elle a été pour lui une discipline dont il reconnaît la bienfaisance. Il sait fort bien qu'il oscille sans cesse entre deux pôles et qu'il faut un contre poids à sa fougue baroque. Or la nature morte l'oblige à serrer sa composition, à observer la nature au lieu de l'observer en consultant sa seule mémoire. Il se voit contraint à tenir compte des couleurs locales des objets, de leurs réactions réciproques, de l'harmonie générale du tableau. Aujourd'hui encore c'est dans ses natures mortes que l'on trouve ses réussites les plus complètes ».
En 1933, il rencontre au musée du Louvre le chimiste Jacques Maroger, futur directeur du laboratoire du musée du Louvre, dont les recherches portent sur les secrets des médiums utilisés par les peintres de la Renaissance. Cette rencontre inaugure une nouvelle étape dans son parcours artistique, puisque Maurice Mazo expérimente les préparations élaborées par Jacques Maroger dans ses études. Par exemple, il copie en 1936 les Rameuses de Rubens et La Majorité de Louis XIII avec des médiums confiés par Maroger. Ces recherches l'amènent à rencontrer à deux reprises Matisse qui se montre curieux de ces travaux sur la couleur. Il rencontre également le sculpteur Charles Despiau à qui il montre ses dessins.  
En 1936, Maurice Mazo quitte la Ruche pour un atelier rue Rousselet (Paris, 7e arrondissement). Il publie sur Rubens (« La leçon de Rubens » dans la revue l’Art sacré) et sur Cézanne (« Cézanne » dans le Goéland). Ces textes sont les premiers d’une longue série (« Gros et le drame de l’expression » dans la revue l’Art sacré en 1937 ; « Degas et M. Lhote » dans le Goéland en 1939). Ce travail littéraire l'amène à rencontrer le duc de Trévise, célèbre collectionneur qui possède entre autres deux œuvres de Théodore Géricault : Le Cheval effrayé par l’orage (aujourd’hui à la National Gallery à Londres) et La Folle (aujourd’hui au Musée du Louvre à Paris). Par son intermédiaire, il rencontre l’historien Bernard Berenson et le marchand Georges Wildenstein. Il expose pour la première fois à la veille de la guerre au Petit Palais avec les Artistes de ce temps, aux côtés de Paul Colin (1892-1985), Démétrius Galanis (1879-1966) et Michel Kikoïne (1892-1968).  

### 1940-1945: Les années de guerre  Premières expositions
Pendant la guerre il continue d'exposer : en 1940, Maurice Mazo écrit son journal, et ce, jusqu'à son décès en 1989 ; en 1941, sa participation au Salon d’Automne est favorablement accueillie par Pierre du Colombier (1889-1975). Ce dernier compare ses dessins à ceux de St-Aubin. En 1942, il participe au premier Salon du dessin et de la peinture à l’eau pour lequel il compose des affiches. Il y exposera régulièrement. Waldemar Georges rédige une plaquette sur son œuvre dessinée. L'année suivante, en 1943, il participe pour la première fois au Salon des Indépendants, dont il deviendra le vice-président en 1965. Son père décède la même année. Après la Seconde Guerre mondiale, Jean Chabanon lui propose d’exposer dans sa Galerie rue des Saints-Pères. Il y exposera régulièrement jusqu’à sa fermeture, en 1949.[réf. nécessaire]
Ces expositions fréquentes donneront l’occasion aux critiques d'art de s’exprimer sur le travail de l’artiste : Georges Waldemar rédige une plaquette sur les dessins de l’artiste, Florent Fels le compare en 1946 aux maniéristes allemands du XVIe siècle. Il peint en 1947 le portrait de sa mère. Les années d'après-guerre et ses ventes plus régulières et ses activités à l’étranger lui permettent de voyager. Il séjourne ainsi en Belgique et en Hollande en 1947 et 1949 et visite Florence, Venise et Rome en 1948. Il voyage en Allemagne en 1951[réf. nécessaire]

### 1945-1965: Les années fastes - Enseignement et intense production
Au sortir de la guerre, Othon Friesz, malade, propose à Maurice Mazo de le remplacer pour enseigner à la Grande Chaumière. Il y fait la connaissance d'André Barrère. En 1950, un an  après la mort du vieux professeur en 1949, Maurice Mazo arrêtera son enseignement ; mais il donnera des leçons privées dès 1952. Parallèlement à ces leçons, Maurice Mazo tient des conférences à partir de 1945 : il en donne une à la Sorbonne en 1956 à la demande du professeur Étienne Souriau sur « Cézanne et le cubisme». Il en donne chaque mois pendant 10 ans à partir de 1958 au Foyer de Montparnasse de Marc Vaux. Son auditoire se compose majoritairement d’intellectuels et de confrères.[réf. nécessaire]
Maurice Mazo se fait un fervent défenseur d’une forme libre de l’Art indépendant, occultée par les milieux officiels qui soutiennent les mouvements abstraits et expérimentaux. Il publie dans la revue Le Peintre une critique de La Psychologie de l’Art d’André Malraux. C’est par l’intermédiaire de son frère Henri que Maurice Mazo écrira à partir de 1950 à Malraux, alors Ministre de la culture. Il échangeront quelques lettres sur la nécessité, revendiquée par Maurice Mazo, de "la défense et du maintien d'une tradition artistique". À côté de ses enseignements il expose sporadiquement : à la galerie Ex-Libris à Bruxelles en 1949, des lithographies à la galerie Urban à Montparnasse en 1951. Il fait l’objet d’une exposition particulière à la galerie Weil avenue Matignon à Paris en 1953. Il y rencontre l’ancien président du Conseil et grand collectionneur Albert Sarraut (1872-1962). La même année il envoie une nature morte à la deuxième Biennale de Tokyo ; cette toile sera acquise par les Japonais. Il expose à la galerie Chardin à Paris en 1955, à la galerie La Chimère à Saint-Rémy-de-Provence en mai 1958, à la galerie Dauphine à Paris en 1958 également, et à la galerie Rouff à Nice en 1962.[réf. nécessaire]
Il expose en 1961 à la galerie Georgie Lee à New-York et participe à la biennale de Barcelone en 1963.I l effectue d'autres voyages en Europe et admire les toiles des grands maîtres dans les musées. En 1962, il retourne en Belgique, notamment à Bruxelles et Anvers.[réf. nécessaire]

### 1966-1989: Retraite à Nogent-sur-Marne et poursuite de la transmission
Les années 1960 sont obscurcies par la mort de sa mère et de sa sœur qu’il perd respectivement en 1960 et 1966. Il en sera profondément affecté. Sa santé devint fragile (il développe une tachycardie) et il connait des difficultés financières. Il se rend à Londres en 1966 et 1973, en Italie à nouveau en 1967 et il découvre Moscou et Saint-Pétersbourg en 1970.Mais cela fait naître une nouvelle phase de fécondité puisqu’à partir de 1966, il obtient suffisamment de crédits et devient pensionnaire à la Maison des artistes de Nogent-sur-Marne. Il s'investit davantage dans les comités dont il est membre. En 1965, il devient vice-président du Salon des Indépendants, il est élu au Comité du dessin en 1971. Un an plus tard il pose pour Pierre-Miguel Merlet qui réalise son buste. En 1973, il donne une conférence sur Eugène Delacroix et Victor Hugo à l’université de Cambridge (Royaume-Uni) et une autre en 1974 à Nogent-sur-Marne sur Théodore Géricault. Il reçoit quelques élèves qu'il forme et encourage.[réf. nécessaire]
À partir de 1980, Maurice Mazo reçoit plusieurs hommages : en 1980, une rétrospective lui est consacrée à la Maison des artistes de Nogent-sur-Marne, dans laquelle sont présentées de nombreuses natures mortes composées (au crâne de Cheval, à l’armure), quelques paysages et le portrait de sa mère. Jean Carton et un groupe de jeunes artistes lui rendent hommage la même année à l'Hôtel Lutetia. En 1982 une médaille est gravée à son effigie à la Monnaie de Paris. Une rétrospective de son œuvre est organisée à la Galerie Rose-Croix à Paris en 1984. Malgré les honneurs, il s’isole pour répondre à sa « fureur de dessiner ». Il continue de donner des conférences à la Maison des artistes et y expose encore en 1982 et en 1987.[réf. nécessaire]
Il meurt le 8 mai 1989 à l'hôpital Henri-Mondor à Créteil et laisse à sa nièce près de 700 huiles et des milliers de dessins. 

## Expositions et hommages posthumes
Depuis sa mort  son œuvre a fait l'objet de diverses rétrospectives.   
Le Salon du dessin et de la peinture à l’eau lui rend un hommage en 1990, le Salon des Indépendants en 1991.[réf. nécessaire]
En 1995 la mairie du 7e arrondissement de Paris accueille l'exposition de dessins La vie à Paris, scènes de rues et d’ateliers , avec un texte majeur du critique Patrice Dubois.[réf. nécessaire]
En 1996, une partie de son œuvre lithographique entre à la Bibliothèque nationale de France (don d'un exemplaire d'une série de neuf lithographies).[réf. nécessaire]
Plusieurs expositions voient le jour autour du millénaire : en 1999 à la Fondation nationale des Arts graphiques et plastiques en 1999, rue Berryer (Paris, 8e arrondissement); en 2001 au Centre d’Art Présence Van Gogh à Saint-Rémy-de-Provence, à l'occasion de laquelle est publiée l'ouvrage La Beauté est une victoire, relatant la correspondance entre Maurice Mazo et Jérémie Cooper (alors jeune étudiant britannique que Maurice Mazo rencontre à Paris et qui, malgré la différence d'âge, se lie d'une profonde amitié qu'ils entretiendront jusqu'à la mort de l'artiste) ; en 2002 l'exposition Femmes, inspiratrices et muses à la Galerie Francis Barlier (Paris, 8e arrondissement) et une exposition à la Galerie Black à Lausanne, en 2004, à l’espace Bonnard au Cannet.[réf. nécessaire]
De 2005 à 2006 une exposition rétrospective itinérante est présentée à Poitiers (musée Sainte-Croix), Niort (musée du Donjon), Beauvais (musée départemental de l’Oise) et Boulogne-Billancourt (musée des Années Trente). A l'occasion de cette exposition tournante, sont publiés sous le titre L'Art face à sa destruction les entretiens avec Maurice Mazo, recueillis par Jean-Claude Yvetot, professeur de philosophie de l'Art. Il y parle de sa vie, de son œuvre, et de sa vision de l'Art. Y sont joints plusieurs correspondances de Maurice Mazo, notamment avec André Malraux.[réf. nécessaire]
En 2007, une exposition consacrée aux dessins de Maurice Mazo est organisée à la Galerie Visconti (35-37 rue de Seine) et au musée d'Art et d'industrie de Roubaix. A l'occasion de celle-ci est publié un catalogue, dont la préface est rédigée par Bruno Gaudichon, conservateur de La Piscine.[réf. nécessaire]

## Collections publiques
- Bar-le-Duc, Préfecture de la Meuse - Fleurs, 1939, huile sur toile
- Beauvais, Musée de l'Oise - 19 œuvres, de 1932 à 1948
- Boulogne-Billancourt, Musée des années 30 - 19 œuvres, de 1932 à 1976
- Châteauroux, Préfecture de l'Indre - Paysage, 1942, huile sur toile
- La Défense, Centre national des arts plastiques - Le couple, 1947, encre de Chine - Le Sommeil, 1964, encre de Chine et sépia sur vélin - Sans titre, 1964, encre de Chine et sépia
- Narbonne, Palais des archevêques - Le Jugement de Pâris, encre - Écho et Narcisse, encre et lavis
- Niort, Musée Bernard d'Agisci - 19 œuvres, de 1932 à 1979
- Nogent-sur-marne, Maison nationale des artistes - Nature morte à la Pastèque, 1954, huile sur toile - Nature morte au coquillage, 1959, huile sur toile - Nature morte aux légumes, 1935, huile sur toile
- Paris, Bibliothèque national de France - 9 estampes
- Paris, Préfecture de police – Bacchanales, dessin, 1958
- Poitiers, Musée Sainte-Croix - 21 œuvres, de 1932 à 1965
- Quimper, Musée des Beaux-Arts - Jugement de Paris, 1970, encre et brou de noix - Diane endormie, 1968, encre, lavis de brou de noix et aquarelle -Faune et Nymphe, 1970, encre et brou de noix - Modèle devant le peintre, 1946, encre
- Roubaix, La Piscine - Musée d'art et d'industrie André Diligent - 18 œuvres, de 1931 à 1952
- Trouville-sur-Mer, Musée Villa Montebello - Europe et le taureau, 1970, encre de Chine, 33 x 48 cm - Personnages dans un jardin, 1939, encre sépia et encre de Chine - Femme repoussant un faune, lavis d’encre sépia et d’encre de Chine